# 弥生時代の海外交易
本項では弥生時代の海外交易（やよいじだいのかいがいこうえき）について概説する。
日本列島と海外との交易は古くからおこなわれていた。装身具や土器や石器などの相互出土がある。しかし、これらが交易なのか、単に人の行き来があったのかは、意見が分かれている。しかし、弥生時代に入ると、交易がなされたと考えられる多くの証拠が出て来た。例えば、土器の出土が、見られるが、それが大量に見出されるようになるだけでなく、土器その物のが小型になって海外で多く発見されている。この意味は、交易に行く時大きな土器では持ち運びに不便で、あるため小型化されたとされるためである。朝鮮半島の勒島では大量の弥生土器が発見され、壱岐の原の辻とな間で頻繁な行き来があったとされている。弥生初期の半ば以後増加したが、特に弥生中期には、活発化している。弥生後期には、この朝鮮半島南部の勒島の弥生土器は減少し、弥生時代の交易の中心は、釜石付近の半島内部の港湾に移動したと考えられている。

## 朝鮮半島との交易

### 朝鮮半島での弥生土器の大量出土
縄文土器と同様、弥生土器も朝鮮半島南部で発掘されている。初期には、金海地域を中心に出土し、交易がおこなわれていたことがわかる。

### 前期後半からの増加
前期後半から増え、特に中期、朝鮮半島、勒島では大量の弥生土器が見いだされている。勒島と壱岐の原ノ辻との間に集約され確立された交易ルートである。原の辻では、無文土器も出土している。弥生時代後期、勒島の弥生土器は減り、金海地区との交易に移った。

### 弁韓の鉄鉱山からの弥生土器の出土
なお、この時期、弁韓の鉄鉱山の発掘現場からも弥生土器が発見され、倭人が弁韓の鉄を採るという『魏志倭人伝』の記述が検証された。必要があれば、倭人は朝鮮半島の内陸部にまで出かけて行って、直接鉄資源を採取していたことがわかる。